# Le Journal d'un vampire : Tome 1
 (juillet 2011).
Si vous disposez d'ouvrages ou d'articles de référence ou si vous connaissez des sites web de qualité traitant du thème abordé ici, merci de compléter l'article en donnant les références utiles à sa vérifiabilité et en les liant à la section « Notes et références ».

Le Journal d'un vampire : Tome 1 (titre original : The Awakening) est un roman de fantastique de L. J. Smith publié en 1991. Il constitue le premier tome de la série Journal d'un vampire.

## Histoire
Elena Gilbert vient de rentrer de Paris où elle a été en vacances avec sa tante Judith et sa petite sœur Margaret, 4 ans. Encore sous le choc de la mort de ses parents dans un accident de voiture sur un pont, elle continue à se confier à son journal, ce qu'elle a toujours fait, mais se sent différente. Même si elle va retrouver ses amies, sa première journée d'école l'effraie. Mais alors qu'elle se trouve dans la cour, un beau garçon arrive : Stefan Salvatore. Elena veut alors le séduire à tout prix, mais le bel italien l'ignore totalement. Pour achever son malheur, Caroline, une ancienne amie à elle devint sa pire ennemie et veut sortir elle aussi avec Stefan. Elle complote même avec Tyler pour ridiculiser Elena devant tout le monde à la fête du fondateur et être élue Reine du Lycée. Sans parler de son ex-petit ami Matt toujours amoureux d'elle. Et pendant qu'elle est chez Bonnie pour essayer un tour de magie, Elena se fait piquer son journal intime ! Petit problème : elle y met tous ses secrets, dont un très important : Stefan est un vampire. Tout en sachant cela, elle continue quand même à le fréquenter. Elle fait alors la  connaissance de son frère Damon, nettement plus sauvage que lui.
Mais surtout, des meurtres se produisent. Tout accuse Stefan, mais Elena refuse de le croire coupable. Stefan lui-même est persuadé qu'il est responsable de ces meurtres. Pleins d'évènements étranges se produisent : Stefan se fait battre et jeté dans un trou mais n'a pas vu son agresseur, le chien de Bonnie meurt subitement... Elena est persuadée de la culpabilité de Damon. Mais alors que tout le monde est à la fête du fondateur, Elena et sa tante se disputent. Furieuse, la jeune fille part seule en voiture, en pleine tempête. Mais une force surnaturelle la suit. Alors qu'elle essaie de passer le pont pour échapper à cette force, Elena percute la rambarde et sa voiture coule. Stefan la sort de là après que Meredith et Bonnie l'ont appelé à l'aide. Stefan croyant sa dulcinée morte va s'attaquer à Damon, qu'il croit responsable. Mais Elena est vivante. Elle s'est juste changée en créature des ténèbres...

## Personnages
Elena Gilbert :
Elena est l'héroïne et la Reine du Lycée. Elle est décrite comme étant très belle, les cheveux dorés, ses yeux bleus sont souvent comparés à des Lapis-lazuli et elle ne bronze jamais. Elle semble être antipathique, elle est prétentieuse, dominatrice, capricieuse, manipulatrice, séductrice et fière. Mais tout cela change à la mort de ses parents et à la suite de sa rencontre avec Stefan Salvatore, elle n'en reste pas moins belle, soignée, intelligente, douce, courageuse mais obstinée. Elle sort par la suite avec Stefan, vampire italien.
Stefan Salvatore : 
Vampire italien aux allures d'ange, avec un tempérament doux, serviable et gentil. Il est fou amoureux d'Elena. Il commence par l'éviter puis finit par sortir avec elle. Il fut transformé en vampire par Katherine, une jeune femme ressemblant trait pour trait à Elena. Il a un frère aîné, Damon, ces derniers se sont entre-tués pour l'amour de Katherine qu'ils aimaient tous les deux, ce qui enclencha par la même occasion leur métamorphose en vampire. Il ne s'entend pas vraiment avec son frère mais il l'admirait pour son courage quand il était humain, il regrette aussi de l'avoir transformé en le tuant, le privant ainsi de sa vie d'humain. Il se nourrit de sang animal autant qu'il peut. Il peut se transformer en aigle mais ne le fait jamais. Il est prêt à protéger Elena au péril de sa propre vie.
Damon Salvatore :
Frère aîné de Stefan, il est jaloux de ce dernier et entretient une certaine rancœur pour Stefan mais celle-ci s'efface peu à peu avec le temps et à la rencontre d'Elena. Il est sauvage et cruel et adore s'abreuver de sang humain. Il est amoureux d'Elena et essaie plusieurs fois de la séduire à sa façon mais celle-ci est très amoureuse de Stefan. Dans le tome 3, il lui dit clairement qu'il a voulu piéger Stefan pour la changer en sa princesse des ténèbres.
Bonnie :
Une des meilleures amies d'Elena avec Meredith, elle est une petite rousse aux cheveux bouclés et a les yeux marron. Elle descend des druides celtes, d'où lui vienne ses dons de medium. Elle est très émotive. 
Meredith :
Elle est l'une des meilleurs amies d'Elena avec Bonnie, elle a la peau mate, les yeux gris. Elle a les cheveux bruns raides. Elle reste toujours imperturbable surtout en situation de stress.